# 盖斯特峰
46°20′48.5″N 7°54′59.5″E / 46.346806°N 7.916528°E

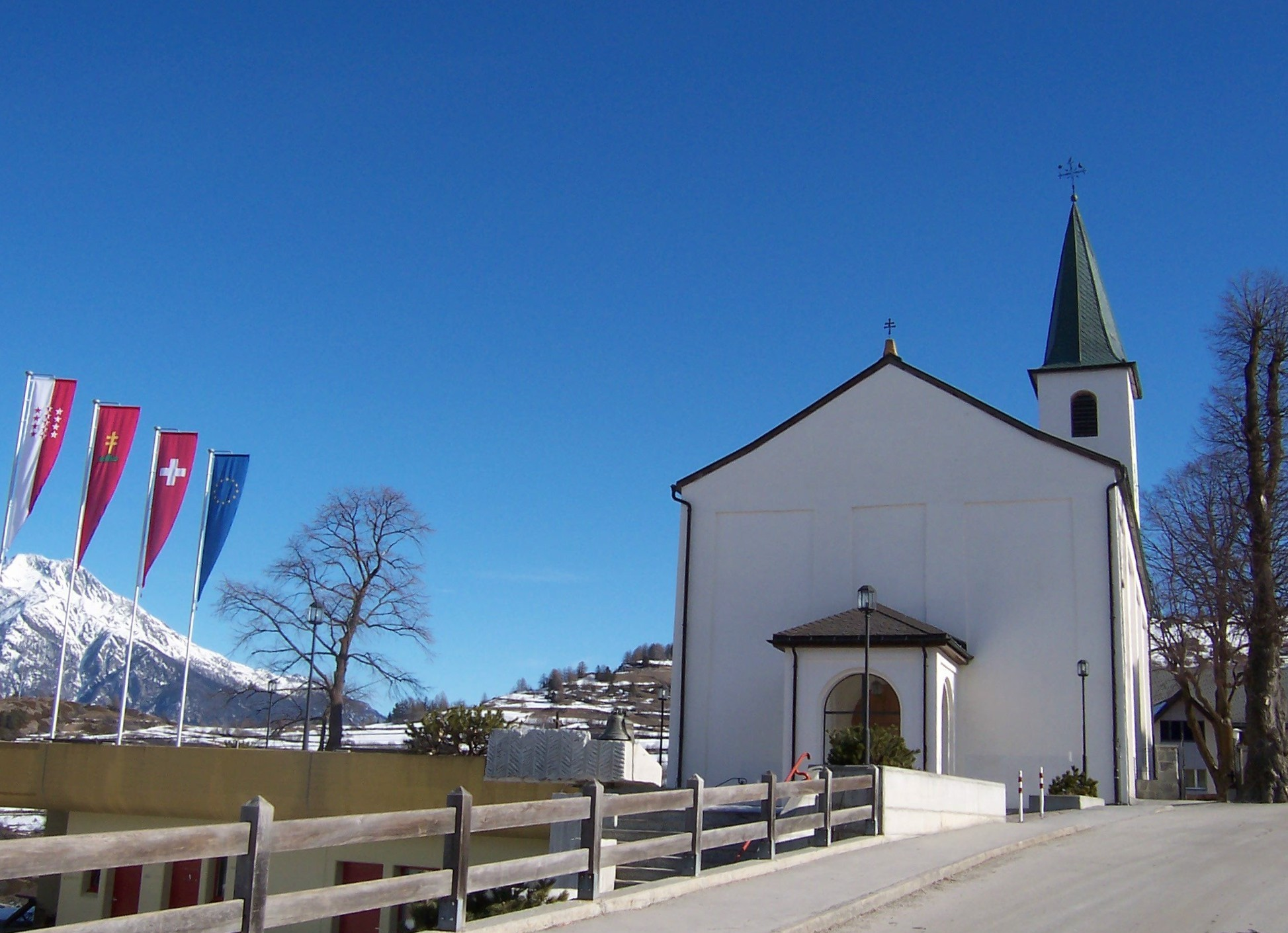

盖斯特峰（德語：Gärsthorn）是瑞士瓦萊州的山峰，位於該國南部，屬於伯尔尼山的一部分，海拔高度2,964米，每年平均降雨量1,585毫米。

## 外部連結
- Gärsthorn on Hikr